# 加爾默羅會教堂 (利沃夫)

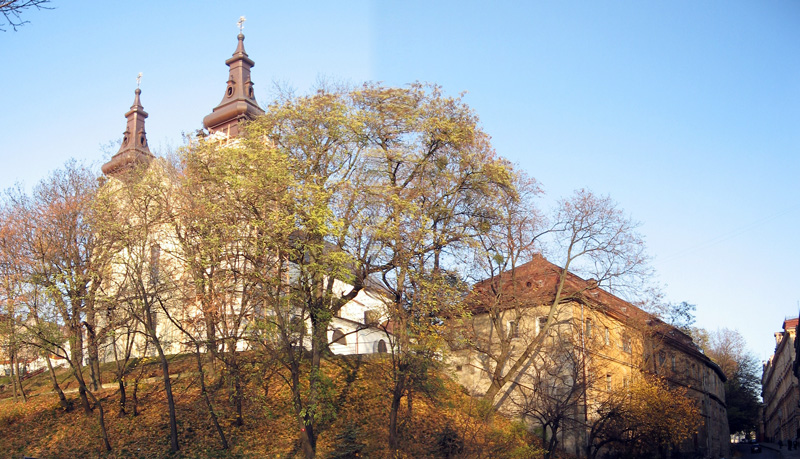
加爾默羅會教堂

加爾默羅會教堂是烏克蘭城市利沃夫的一座教堂。這座教堂首次被提及是在1634年。在大北方戰爭中，這座教堂被瑞典人破壞。教堂整個外立面在19世紀進行了重新設計。1789年之後，這座教堂經歷了多次易主。現在教堂由烏克蘭希臘禮天主教會所有。